# René Houseman
	René Orlando Houseman (La Banda, 19 juli 1953 – Buenos Aires, 22 maart 2018) was een Argentijns voetballer die als middenvelder speelde. Hij werd in 1978 wereldkampioen met het Argentijns voetbalelftal.

## Carrière
Hij begon zijn carrière bij derdeklasser Defensores de Belgrano en maakte in 1973 de overstap naar CA Huracán. Met de club won hij het eerste deel van het landskampioenschap van Argentinië 1973, het kampioenschap Metropolitano. Hij speelde hier tot 1980. Houseman speelde een seizoen bij CA River Plate en speelde de volgende jaren periodes in Chili en Zuid-Afrika. Hij keerde in 1984 terug in Argentinië bij CA Independiente en won, ondanks dat hij nauwelijks een aandeel had, met de club de Copa Libertadores 1984 en de Intercontinental Cup 1984. In 1985 werd zijn carrière vroegtijdig beëindigd bij zijn jeugdclub CA Excursionistas. Houseman kampte gedurende zijn carrière met een alcoholverslaving en kwam daardoor vanaf halverwege de jaren 70 steeds minder aan voetballen toe.
Houseman was international en maakte drie doelpunten op het WK 1974 en een doelpunt op het gewonnen WK van 1978.
Op 22 maart 2018 overleed hij op 64-jarige leeftijd aan tongkanker.
1 Alonso ·
2 Ardiles ·
3 Baley ·
4 Bertoni ·
5 Fillol ·
6 Gallego ·
7 L. Galván ·
8 R. Galván ·
9 Houseman ·
10 Kempes ·
11 Killer ·
12 Larrosa ·
13 La Volpe ·
14 Luque ·
15 Olguín ·
16 Ortiz ·
17 Oviedo ·
18 Pagnanini ·
19 Passarella  ·
20 Tarantini ·
21 Valencia ·
22 Villa ·
Coach: Menotti